# 南洋史

许云樵 《南洋史》

《南洋史》是60年代新加坡学者许云樵在新加坡南洋大学讲授南洋史课程时的讲稿，1961年交新加坡世界书局出版，名为《南洋史》上卷。此书是许云樵的代表作。

## 内容
全书分二篇，第一篇绪论，五章，第二篇古代史共四章

### 第一篇 绪论
第一章 释南洋
第二章 南洋史之特色及其重要性
第三章 治南洋史之条件
第四章 南洋史研究法
第五章 南洋史之要旨

### 第二篇  古代史
第一章 史前时代
第二章 传疑时代  交趾，林邑，扶南，西屠国，林阳国，金邻国，滨舟专国，顿逊国 ，屈都昆，拘利，蒲罗中国，师汉国，加营国，斯调国，火洲，诸薄国、恒水，大秦月氏。
第三章印度化时代：扶南，林邑，盘盘，个罗，狼牙修，赤土，丹丹，诃陵，多磨罗，诃罗单，婆利，室利佛逝，堕罗钵底，真腊，环王，骠国。
第四章 中印文化之消长